# Òptim climàtic medieval

Reconstrucció de les temperatures globals en els darrers 2.000 anys

L'Òptim climàtic medieval o període càlid medieval (sigles en anglès:MWP) va ser un període de clima relativament càlid en la regió del nord de l'Atlàntic, que també es detectà en altres llocs com la Xina Nova Zelanda, i altres països que va durar de l'any 950 al 1250. Va ser seguit per un període més fred a la regió del nord de l'Atlàntic anomenada Petita Edat de Gel. Alguns es refereixen a l'esdeveniment com l'Anomalia climàtica medieval que fa referència a altres efectes importants a més dels de la temperatura.
Abans de 1600 les dades meteorològiques són escasses però sembla que aquest òptim climàtic va ser entre els anys 950 i 1250, hi ha registres de temperatura molt heterogenis.

## Recerca inicial
El 1965 el paleoclimatòleg Hubert Lamb publicà dades basades en la botànica, els documents històrics i la meteorologia combinats amb registres que indicaven les temperatures i precipitacions prevalents a Anglaterra entre 1200 i 1600 aproximadament que indicaven aquest escalfament climàtic i el posterior refredament (Petita Edat de Gel).
Hi ha hagut algunes crítiques sobre la consideració d'aquests períodes perquè les dades extretes de mostres de gels polars no ho confirmen (crowley lowery 2000)

## Nord de l'Atlàntic

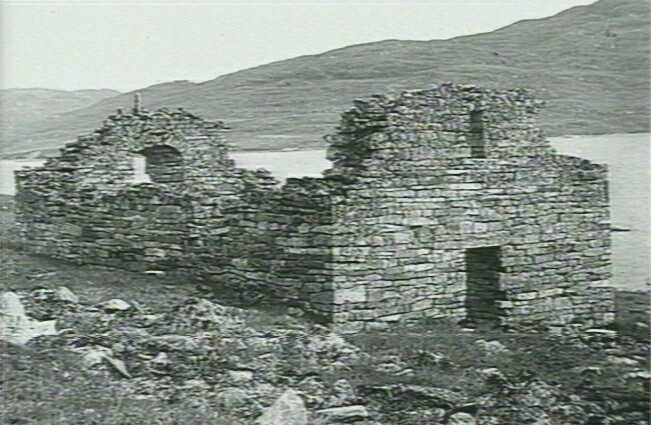
El darrer registre escrit dels colons europeus de Groenlàndia és un casament, en aquesta església, del 1408

Una dada per carboni 14 extreta del mar dels Sargassos mostra que la temperatura superficial del mar era 1 °C més freda (en la Petita Edat de Gel) i 1 °C més calenta en l'òptim climàtic medieval.

## Amèrica del Nord

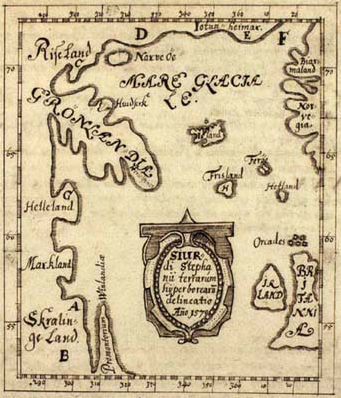
El mapa Skálholt del de l'Amèrica vikinga

Els vikings van treure avantatge del clima càlid per colonitzar Groenlàndia i altres terres del nord. Cap a l'any 1000 el clima era prou càlid al nord de Terranova per hostatjar una colònia vikinga com "Vinland". El fred de la Petita Edat de gel, en canvi, va eliminar aquests assentaments.

## Altres zones
El clima d'Àfrica equatorial va alternar entre ser més sec que actualment i ser relativament humit. El període sec va passar durant l'òptim climàtic medieval (cap a 1000–1270).
Amb dades obtingudes d'anàlisi de corall en l'oceà Pacífic suggereixen que les condicions seques i fredes es donaven a principi del mil·lenni, consistents amb les configuracions de la Niña i el Niño. Al Japó també hi va haver un període càlid medieval entre els anys 900 a 1200.
 Una altra investigació al nord-est del Japó mostra que hi ha un interval fred/humit des de l'any 750 dC al 1200, i dos intervals de fred/sec des de l'any 1 al 750 i del 1200 fins al present.